# Ilex crassifolia
Ilex crassifolia là một loài thực vật có hoa trong họ Aquifoliaceae. Loài này được Hook. mô tả khoa học đầu tiên năm 1837.